# St-Michel (Roussillon)

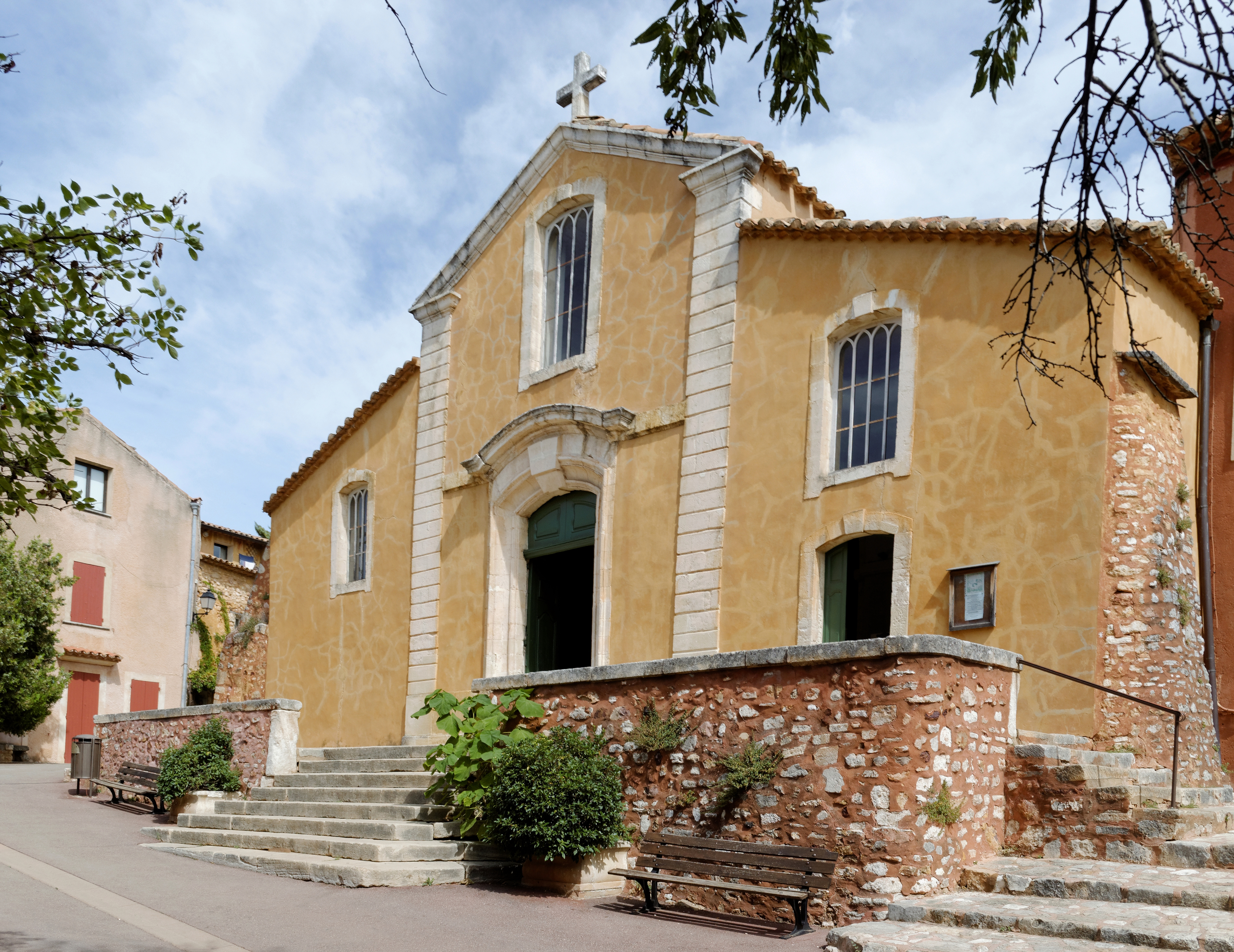
St-Michel, Westfassade

St-Michel ist die römisch-katholische Pfarrkirche von Roussillon, einer französischen Gemeinde im Département Vaucluse in der Region Provence-Alpes-Côte d’Azur. Das klassizistische Taufbecken mit Baldachin ist als Monument historique eingestuft.

## Geschichte
Die dem heiligen Erzengel Michael geweihte Kirche, der auch der Schutzpatron der Ortschaft ist, entstand wohl an Stelle eines älteren hölzernen Vorgängerbaus an der Wende vom 11. zum 12. Jahrhunderts im Stil der Romanik als einschiffiges Bauwerk. Die Kirche wurde mit einem schlichten Tonnengewölbe versehen, das im weiteren Verlauf des Mittelalters erneuert werden musste.
Im 14. Jahrhundert wurden die Wände des Kirchenschiffs durchbrochen, um Kapellen für verschiedene Heilige zu errichten, die aber auch den Schub des Gewölbes aufnehmen und dem Bauwerk Stabilität verleihen sollten. Die Kapellen wurde in einem Halbkreisbogen senkrecht zum Kirchenschiff gewölbt. Die Westfassade wurde im 17. Jahrhundert vorgesetzt. Insgesamt erhält das Gotteshaus durch die Baumaßnahmen heute den Eindruck einer Basilika. 
1791 schuf der Bildhauer Alexis Poitevin das klassizistische Taufbecken mit Baldachin. 
1858 stürzte der Chorraum ein und musste erneuert werden.

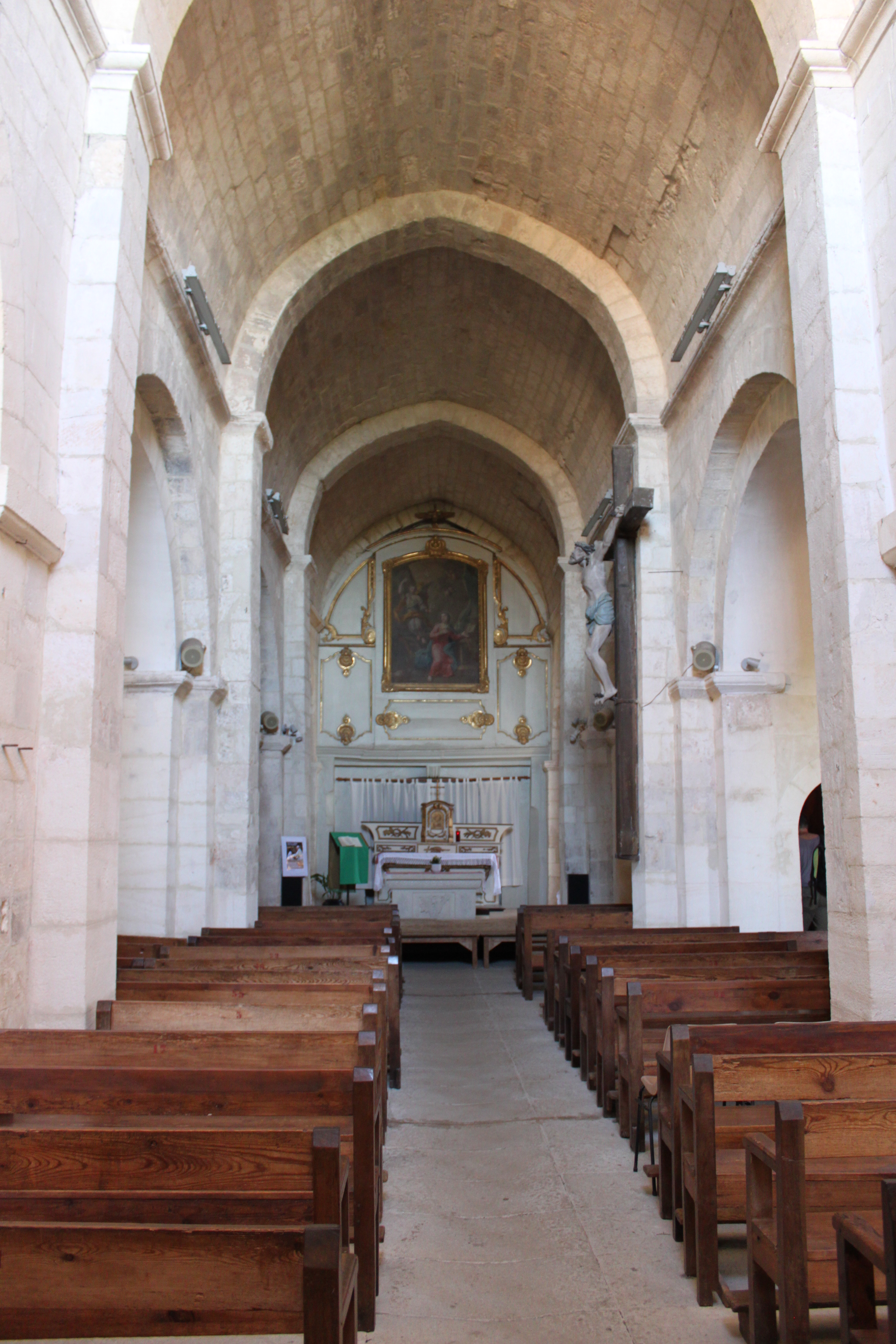
Blick durch das Langhaus
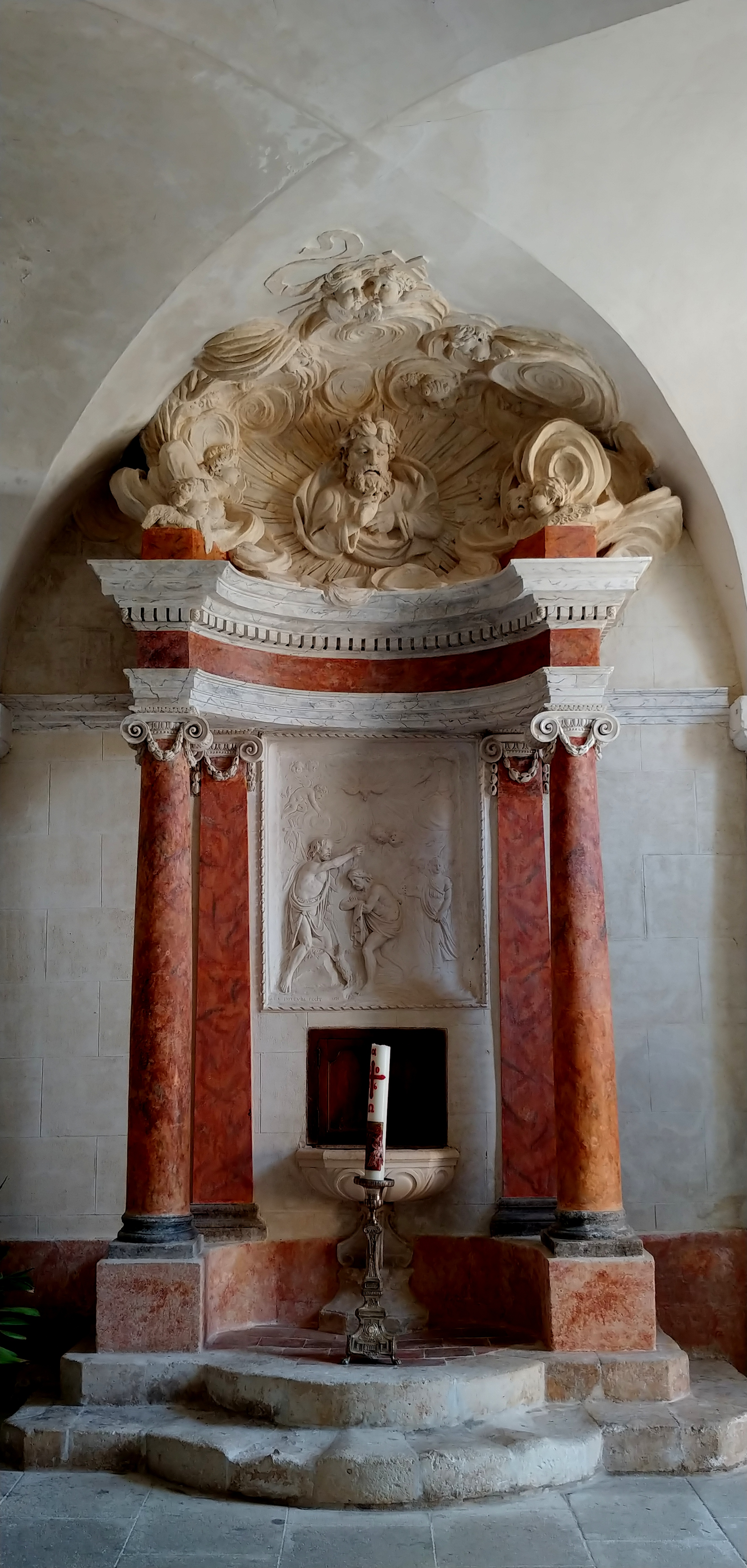
Klassizistisches Taufbecken mit Baldachin